# Nitro Circus
 (janvier 2010).
Si vous disposez d'ouvrages ou d'articles de référence ou si vous connaissez des sites web de qualité traitant du thème abordé ici, merci de compléter l'article en donnant les références utiles à sa vérifiabilité et en les liant à la section « Notes et références ».
 (janvier 2010).
Nitro Circus est une émission de télévision américaine de téléréalité diffusée entre le 5 février 2009 et le 22 octobre 2009 sur MTV.
Au Québec, elle a été diffusée à partir du 29 mai 2009 à MusiquePlus.
Une suite, Nitro Circus Live (en), est diffusée de 2012 à 2014 sur MTV2.

## Concept
Travis Pastrana et ses amis voyagent autour du monde pour réaliser différentes cascades en moto, base jump, voitures ou plusieurs véhicules et objets insolites.
Nitro Circus a initialement été lancé comme mini-série en 2006 sur Fuel TV. En janvier 2009, une série de télé-réalité épisodique sur MTV a été réalisée avec des personnes exécutant diverses cascades dangereuses. La série a débuté officiellement le 8 février 2009.
La deuxième saison a été créée le 27 août 2009 et a reçu comme invités vedettes des célébrités telles que le skater professionnel et membre de Jackass Bam Margera et Jukka Hildén du groupe de cascadeurs finnois The Dudesons.
Un film, Nitro Circus: The Movie (en) (3D), est sorti en salle le 28 février 2013.

## Casting
- Travis Pastrana est un champion de motocross et un pilote de rallye automobile. Il est le leader de l'équipe de Nitro Circus, et est habituellement le premier à tenter une cascade en moto tout terrain ou en BMX.
- Andy Bell (en) est un ancien coureur de FMX. Il est devenu le rival de Pastrana, lors du premier épisode de la série, grâce aux cascades réalisées avec des tricycles Big Wheel.
- Jolene Van Vugt est une championne canadienne de motocross. Elle rejoint Pastrana en réalisant de nombreuses cascades de moto tout terrain. Van Vugt prit davantage un rôle de cheerleading dans la deuxième saison après s'être cassé le bras. Elle porte un plâtre rose durant toute la saison.
- Jim Dechamp, Pro VTT Descente infernale, est le cavalier freestyle. Il est ami avec Pastrana depuis son enfance. Ils collaborent sur de nombreuses cascades pendant le spectacle.
- Erik Roner est Pro skieur de l'extrême et base jumper. Il est habituellement le premier à tenter une cascade impliquant de la neige.
- Tommy Passemante est un ancien coureur de rue. Connu sous son surnom de "Streetbike Tommy", qu'il a reçu après avoir sauté au-dessus d'un bac et a atterri sur un tas de bois avec une moto de route. C'est le comique de la bande.
- Greg Powell est le cousin de Pastrana. Ajouté dans la saison 2 en ouverture, il est connu sous le surnom de "spécial Greg". Il est le tout nouveau membre de l'équipe, et tente généralement toutes les cascades pendant le spectacle.

Récurrentes sur les autres membres de l'équipe l'écran affiche des producteurs exécutifs et des créateurs Jeremy Rawle, Gregg Godfrey, Jeff Tremaine et Johnny Knoxville, le mécanicien Hubert Rowland, l'ancien pilote de motocross Ronnie Renner, le wakeboarder professionnel Parks Bonifay et le parachutiste professionnel Scott Palmer.

## Épisodes

### Saison 1
1. Welcome to Pastranaland (8 février 2009)
Invités : Bob Burnquist, Tony Hawk et Johnny Knoxville
2. Lake Medina (16 février 2009)
Invités : Parks Bonifay et Mat Hoffman
3. Las Vegas (22 février 2009)
Invités : Bam Margera, Brandon Novak, T.J. Lavin, Dan Joyce et Carey Hart
4. Hell Compound (1er mars 2009)
Invités : Jeff Tremaine
5. Home Sweet Home (8 mars 2009)
Invités : Mark Zupan
6. The Circus Heads West (15 mars 2009)
Invités : Rob Dyrdek, Johnny Knoxville et Chris Pontius
7. Nitro in the Guinness Book (22 mars 2009)
8. Hollywood Nitro (29 mars 2009)
Invités : Gary Coleman, Johnny Knoxville, Steve-O, Jeff Tremaine et Colin McKay
9. Panamania (5 avril 2009)
Invités : Parks Bonifay
10. Puerto Rico (12 avril 2009)
Invités : Miguel Cotto
11. Nitro Winter Wonderland (19 avril 2009)
Invités : T.J. Lavin, Mark Zupan et Jeff Tremaine
12. Jamaican Me Crazy (26 avril 2009)
Invités : Johnny Knoxville

### Saison 2
1. Nitro City (27 août 2009)
Invités : Johnny Knoxville et Jukka Hildén
2. Hydro Circus (3 septembre 2009)
3. Go Big or Go Foam (10 septembre 2009)
Invités : Mat Hoffman, Johnny Knoxville et Jeff Tremaine
4. Southern Discomfort (17 septembre 2009)
Invités : Dave Mirra
5. No Right Churn (24 septembre 2009)
Invités : Bam Margera, Brandon Novak et Jeff Tremaine
6. Mud and Guts (1er octobre 2009)
Invités : Dennis Anderson, Tom Meents, Adam Anderson
7. Nitro Circus Circus (8 octobre 2009)
Invités : Rob Dyrdek et Tony Hawk
8. Nitro Ut-Opia (15 octobre 2009)
9. Epic Pass/Epic Fall (22 octobre 2009)
Invités : Johnny Knoxville et Bob Burnquist